# Matthias Wolfes
Matthias Wolfes (Buchholz in der Nordheide, 1961. augusztus 28. – Berlin, 2023. március 27.) német templomtörténész és teológus.
1998-ban a Heidelbergi Egyetemen szerzett a teológiai PhD-t és 2002-ben a Humboldt Egyetemen a filozófiai PhD-t. Számos könyvet írt, a Szabad Berlini Egyetem tanított.